# Altheim, Braunau am Inn
Altheim là một thị xã ở bang Oberösterreich, Áo.
Altheim thuộc huyện Braunau am Inn trong vùng truyền thống Innviertel của Oberösterreich. Altheim nằm ở bên suối Ach, một nhánh của sông Inn.